# Abd as-Sattar Abu Rischa

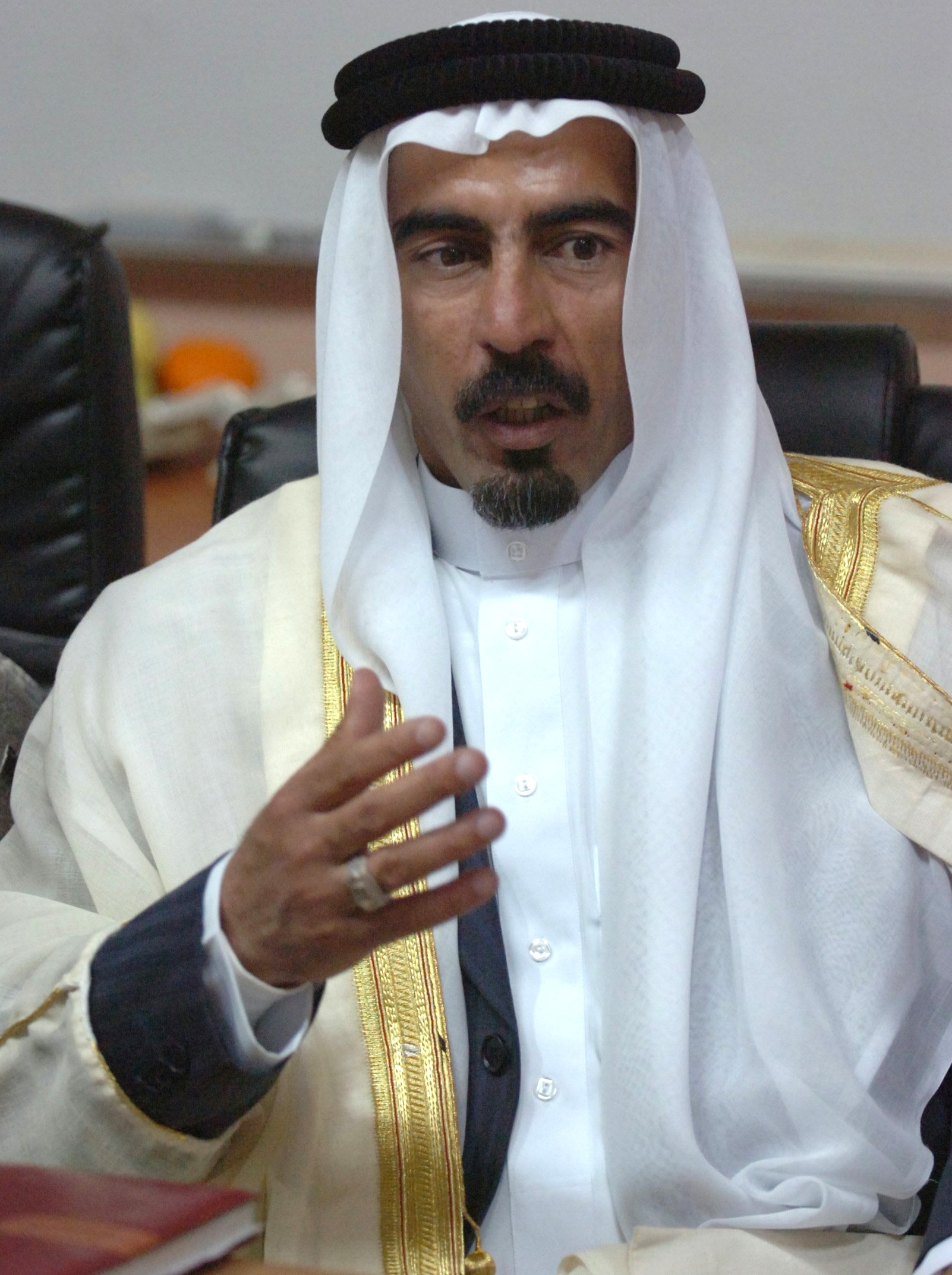
Scheich Abdul Sattar Abu Rischa (2007)

Abd as-Sattar Abu Rischa (arabisch عبد الستار أبو ريشة, DMG ʿAbd as-Sattār Abū Rīša; * 1972; † 13. September 2007 in Ramadi, al-Anbar, Irak) war Vorsitzender und Mitbegründer einer Allianz sunnitischer Klanführer, die sich mit Unterstützung der US-Marineinfanterie gegen die durch die al-Qaida gesteuerten Unruhen im Irak stellten.

## Biografie
Abu Rischa war Nachfahre eines Anführers des großen irakischen Aufstands gegen die britische Besatzung im Jahr 1920. 
Scheich Abu Rischa, dessen Vater und drei seiner Brüder ebenfalls durch Attentate der Al-Qaida ermordet wurden, gründete im September 2006 die Anbar-Rettungsfront („Rat zur Lösung von Anbar“). Es wird angenommen, dass viele der Ratsmitglieder zuvor den Aufruhr im Land aus taktischen Gründen unterstützen; Abu Rischa wies dies für sich aber zurück.
Seiner Bewegung, die auch als „Das Erwachen Anbars“ bekannt ist, gehören 42 Klans und Unterklans der westirakischen Provinz al-Anbar an, der laut ihm im Jahre 2007 weitere Gruppen der Provinz beitreten wollten.
George W. Bush hatte mit dem Scheich, der als enger Verbündeter der USA im Irak galt, am 3. September 2007 während eines Überraschungsbesuchs auf dem US-Luftwaffenstützpunkt al-Assad gesprochen. Zehn Tage später wurde er zusammen mit seinem Privatsekretär und zwei Leibwächtern, bei einem Bombenattentat in der Nähe seines Hauses in Ramadi ermordet. Die al-Qaida bekannte sich am 14. September 2007 zu dem Anschlag. Sein Bruder, Scheich Ahmed Abu Rischa, wurde zu seinem Nachfolger ernannt.
Abu Rischa war im Irak nicht unumstritten. Stammesangehörige aus der Provinz al-Anbar sowie Mitglieder der irakischen Regierung befürchteten, dass Abu Rischa von den USA zu einem Provinzfürsten mit eigener Miliz gemacht werde sollte.